# Массажное кресло

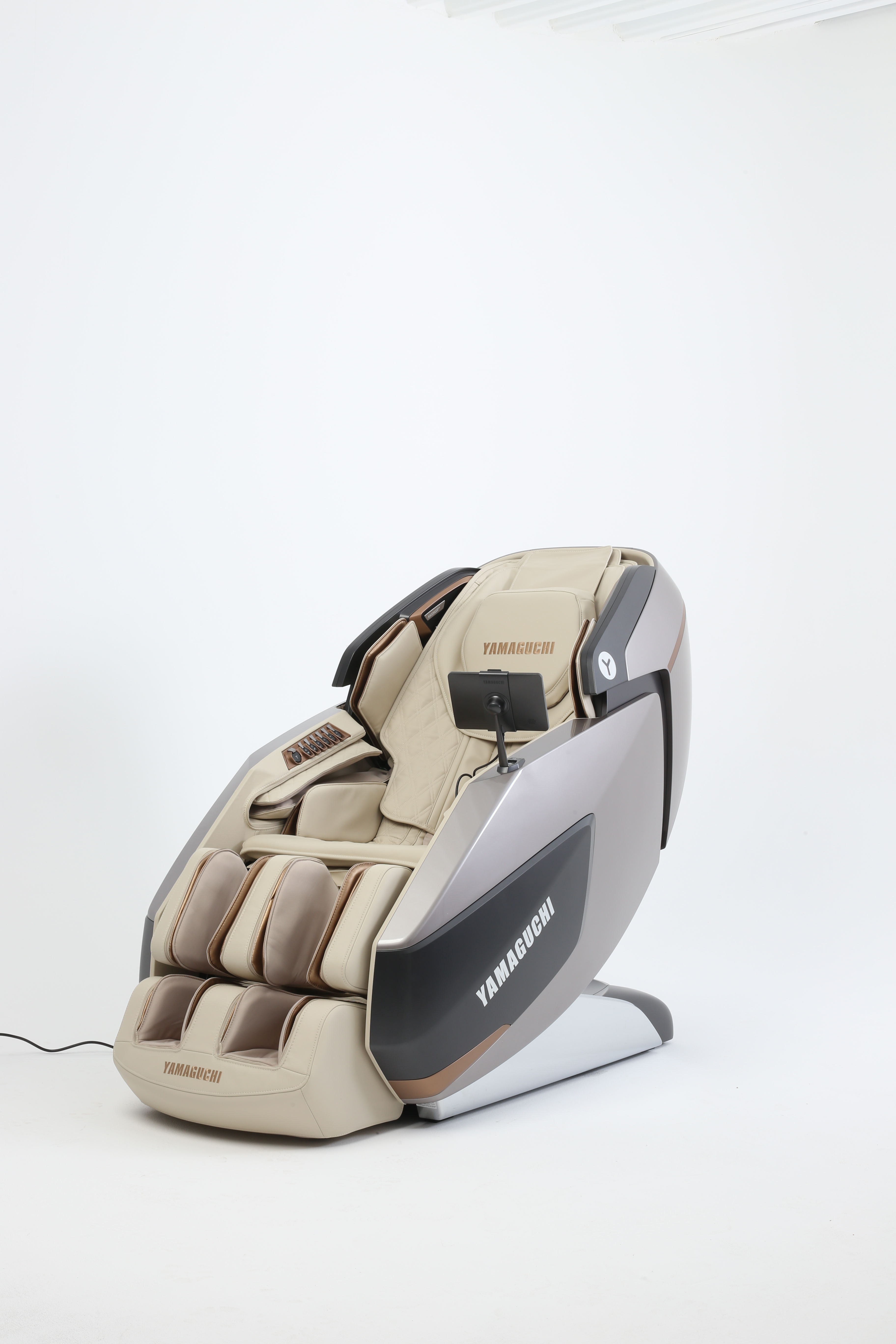
Массажное кресло Yamaguchi Xi

Массажное кресло — это устройство, предназначенное для проведения аппаратного массажа.

## История
Массажное кресло было изобретено в 1940-х годах в Японии Акио Такахаси. Оно осуществляло массаж спины с помощью роликов, перемещавшихся только вверх и вниз. Впоследствии массажное кресло совершенствовалось: кресло стало более мягким и его покрыли кожей, добавились функции массажа круговыми движениями, постукиванием и поглаживанием, появился пульт дистанционного управления, были добавлены воздушные подушки, появился массаж в подставке для ног, а также ряд других дополнительных функций.
Также впоследствии массажем стали оборудовать кресла автомобилей премиум класса.

## Устройство массажного кресла
Основными компонентами массажного кресла являются:
- компьютер, управляющий действиями электродвигателей (компьютер проводит сканирование тела, и на основании полученных данных настраивает программу массажа, также программу массажа можно настроить вручную);
- электродвигатели, приводящие в движение ролики и массажные головки в соответствии с программными настройками;

- Массажный механизм, состоящий из каретки и роликов.

- Каретка, на которой располагают ролики для массажа спины. Различают S-образную и L-образную каретку. Различия кареток:
  - S-образная каретка повторяет анатомические особенности позвоночника и воздействует на всю спину с одинаковой интенсивностью.
  - L-образная каретка позволяет креслу делать массаж от шеи до бедер.
- Ролики крепятся на каретку и двигаются по ней.

Также в массажном кресле бывают воздушные подушки (чаще всего для массажа рук и ног), вибродиски (находятся в зоне ягодиц), инфракрасные нагреватели (для прогрева поясницы)

## Режимы
- Автоматический режим. В котором уже запрограммирована последовательность массажных движений. Существует несколько популярных режимов: бодрящий, расслабляющий, растяжение, разогревающий
- Ручной режим. Позволяет полностью регулировать ход массажа: интенсивность, продолжительность, скорость, область массажа.

## Виды массажа
- разминание
- растягивание
- постукивание
- похлопывание
- прокатывание
- шиацу
- вибромассаж
- воздушно-компрессионный массаж
- 3D массаж
- лимфодренаж

## Зоны массажа
- шея
- плечи
- руки
- спина
- ягодицы
- икры
- ступни

## Особые функции
- Нулевая гравитация. Положение тела, в котором мышцы максимально расслаблены. Это позволяет улучшить эффект, получаемый от массажа
- Ионизация воздуха и обогащение воздуха кислородом.
- Синхронизация со смартфоном. Упрощает управление креслом.
- Аудиосистема. Позволяет воспроизводить музыку во время сеанса массажа.
- Автоматическое отодвигание от стены. Позволяет экономить место в помещении.
- Braintronics-антистресс-система.

## Противопоказания
- беременность
- детский возраст
- злокачественные опухоли
- кардиологические заболевания
- наличие имплантов, чувствительных к электромагнитному воздействию
- повреждения позвоночника, в т.ч. искривление
- анемия
- повышенная температура, простуда